# Auteuil, Yvelines
Auteuil là một xã của Pháp, nằm ở tỉnh Yvelines trong vùng Île-de-France.
Người dân ở đây trong tiếng Pháp gọi là Auteuillois.

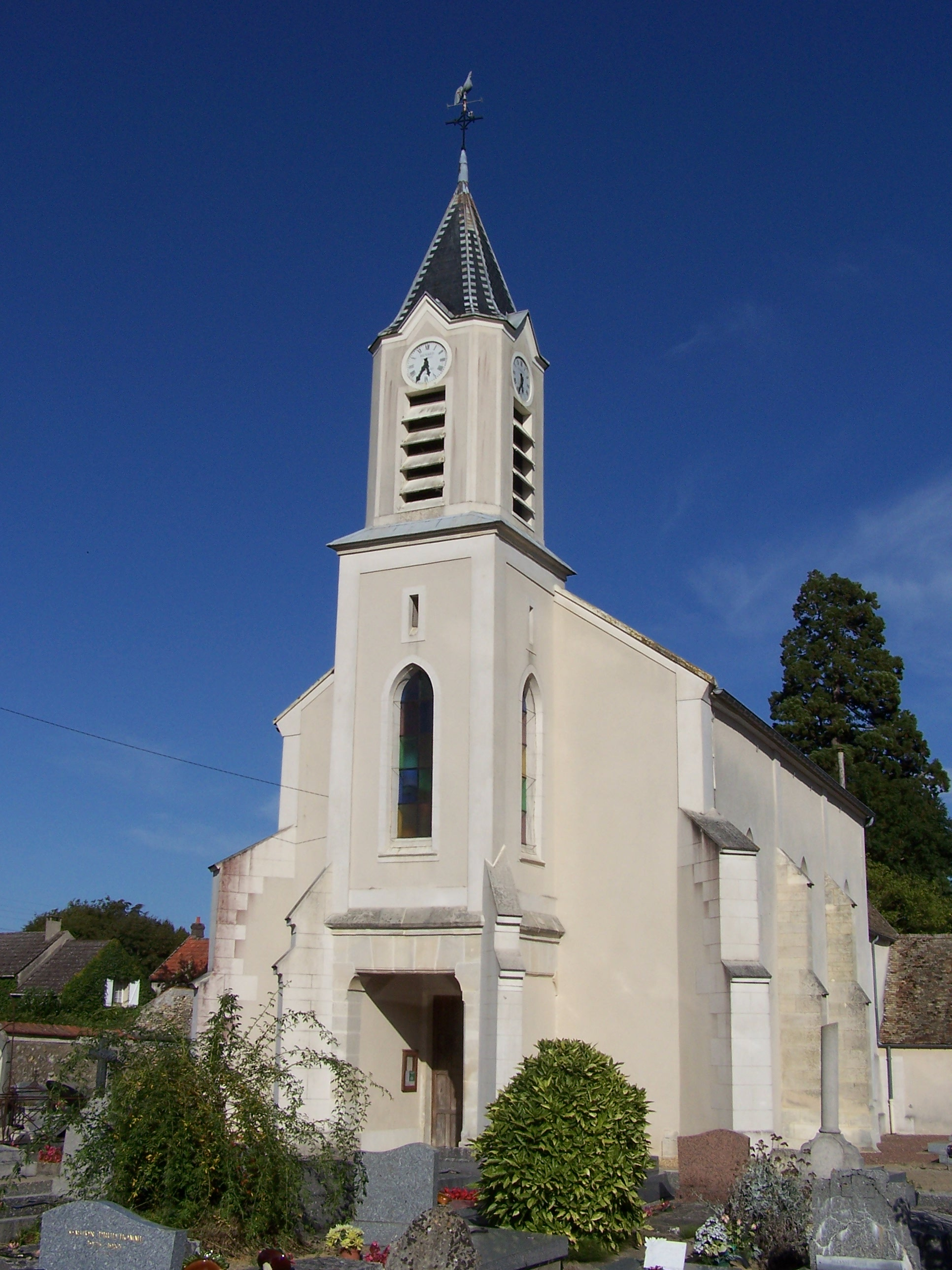
Nhà thờ Sainte-Éparche

Các xã giáp ranh gồm: Marcq về phía bắc, Saulx-Marchais về phía đông, Vicq về phía nam, Boissy-sans-Avoir về phía tây nam và Autouillet về phía tây.
| 1793 | 1800 | 1806 | 1821 | 1831 | 1836 | 1841 | 1846 | 1851 |
| ---- | ---- | ---- | ---- | ---- | ---- | ---- | ---- | ---- |
| 458  | 531  | 507  | 465  | 460  | 484  | 503  | 495  | 452  |

| 1856 | 1861 | 1866 | 1872 | 1876 | 1881 | 1886 | 1891 | 1896 |
| ---- | ---- | ---- | ---- | ---- | ---- | ---- | ---- | ---- |
| 444  | 433  | 423  | 409  | 379  | 370  | 373  | 404  | 423  |

| 1901 | 1906 | 1911 | 1921 | 1926 | 1931 | 1936 | 1946 | 1954 |
| ---- | ---- | ---- | ---- | ---- | ---- | ---- | ---- | ---- |
| 383  | 340  | 346  | 319  | 315  | 297  | 277  | 339  | 259  |

| 1962                                         | 1968 | 1975 | 1982 | 1990 | 1999 | - | - | - |
| -------------------------------------------- | ---- | ---- | ---- | ---- | ---- | - | - | - |
| 324                                          | 297  | 422  | 536  | 692  | 864  | - | - | - |
| Số liệu kể từ 1962 : dân số không tính trùng |      |      |      |      |      |   |   |   |

## Hành chính

### Les maires d'Auteuil
| Danh sách các thị trưởng               |           |                     |      |         |
| Giai đoạn                              | Giai đoạn | Tên                 | Đảng | Tư cách |
| tháng 3 năm 2001                       | 2008      | Jean-Michel Fortier |      |         |
| mars 2008                              | 2014      | Philippe Heurtevent |      |         |
| Tất cả các dữ liệu trước đây không rõ. |           |                     |      |         |